# صلیب پارتیزان
صلیب پارتیزان (انگلیسی: Partisan Cross) یک نشان نظامی در کشور لهستان بود که در جریان جنگ جهانی دوم به پارتیزان‌های این کشور اهدا می‌شد. این مدال در تاریخ ۲۶ اکتبر ۱۹۴۵ میلادی توسط «شورای وزیران» ایجاد و مقرر شد و اعطای آن در سال ۱۹۹۹ متوقف شد.  
این مدال به شکل یک صلیب یونانی است که هر بازوی آن ۳۸ میلی‌متر پهنا دارد. در وجه جلویی آن، شعار «برای لهستان، آزادی و خلق» (ZA – POLSKĘ – WOLNOŚĆ – i LUD) حک شده و در محل تقاطع بازوان صلیب، تصویر یک «عقاب» وجود دارد. در پشت صلیب نیز واژهٔ «تقدیم به پارتیزان‌ها» (PARTYZANTOM) نوشته شده و در بالا و پائین بازوی عمودی به ترتیب، سال‌های ۱۹۳۹ و ۱۹۴۵ حک شده‌است. روبان این مدال به رنگ سبز تیره و صخامت ۳۵ میلی‌متر است و ۲ نوار مسکی‌رنگ به ضخامت ۷ میلی‌متر در دو انتهای روبان دیده می‌شود.